# 인주로 (아산시)
인주로(Inju-ro)는 충청남도 아산시 인주면 금성리 선인교삼거리에서 아산시 인주면 냉정리 지방도 제628호선을 잇는 도로이다.

## 주요 경유지
충청남도
- 아산시 (인주면)

## 노선 경로
| 이름         | 접속 노선                   | 경유지 | 경유지 | 비고 |
| ------------ | --------------------------- | ------ | ------ | ---- |
| 선인교삼거리 | 아산만로 대음남길           | 아산시 | 인주면 |      |
| 금성 교차로  | 현대로                      | 아산시 | 인주면 |      |
| (이름없음)   | 지방도 제628호선 (아산만로) | 아산시 | 인주면 |      |